# Eupithecia filiola
Eupithecia filiola là một loài bướm đêm trong họ Geometridae.